# His Tired Uncle
His Tired Uncle è un cortometraggio muto del 1913 diretto da Wilfrid North.

## Trama
Zio Bunny è molto contrariato nel sentire che il nipote Fred vuole fidanzarsi con una vedova. Non è che la conosca, semplicemente lui ha dei pregiudizi nei riguardi delle vedove e non vuole in nessuna maniera rivedere le sue idee, minacciando il nipote di diseredarlo se continuerà nella sua idea balzana di sposare quella donna. Fred chiede consiglio all'amico Joe e, insieme, i due organizzano una grande festa dove vogliono fare incontrare lo zio e la vedova. Bunny, però, quando la incontra, non sembra granché sensibile al suo fascino: quello che lo occupa, invece, è la ricerca di un tranquillo posticino dove andare a fare la siesta. Finalmente trova una camera buia e silenziosa dove si infila deliziato nel letto. Peccato per lui che quella sia proprio la stanza della vedova che, entrando dentro, trova uno sconosciuto nel proprio letto. Chiesto l'intervento di Fred e di Joe, i due giovani hanno l'idea di dire a Bunny che, dato che ormai ha compromesso l'onore di quella signora, dovrà rimediare sposandola. Bunny è atterrito da quella prospettiva così, quando Fred si offre di salvarlo sposando lui la donna al posto suo, accetta subito e benedice i due giovani. Poi ritorna al suo sonnellino interrotto.

## Produzione
Il film fu prodotto dalla Vitagraph Company of America.

## Distribuzione
Distribuito dalla General Film Company, il film - un cortometraggio di 150 metri - uscì nelle sale cinematografiche statunitensi il 12 giugno 1913. Nelle proiezioni, veniva programmato con il sistema dello split reel, accorpato in un'unica bobina con un altro cortometraggio prodotto dalla Vitagraph, la commedia The Capers of Cupid.